# 青衣西

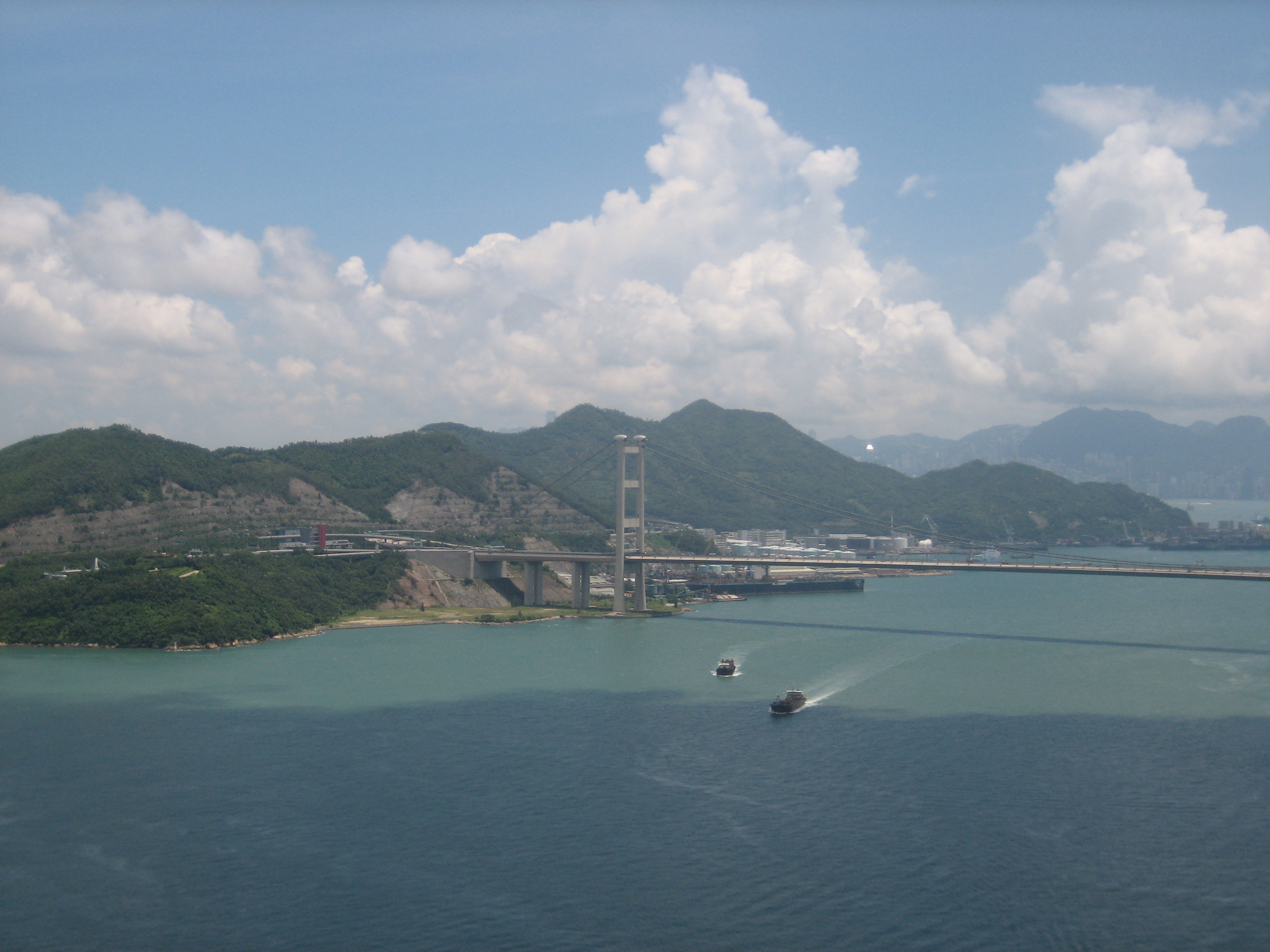
青衣西

青衣西（Tsing Yi West）是香港新界西葵青区青衣岛的一个地区，位于该岛西部。该处本来是一片荒芜之地，后来因为玫瑰园计划而变成交通枢纽。

## 主要地方
- 西草灣
- 香港联合船坞
- 青衣西北交汇处
- 青屿干线访客中心及观景台
- 长青隧道
- 南湾隧道
- 加德士油库